# Pietro Rovelli
Pietro Rovelli (Bèrgam, 6 de febrer de 1793 - 8 de setembre de 1838) fou un violinista italià, pertanyent a una distingida família de músics.
Dedicat a l'estudi del violí des de molt infant, a París va rebre lliçons del cèlebre Kreutzer. En ser nomenat el seu pare, Alessandro, director de l'orquestra de Weimar, marxà a Alemanya, donant-se a conèixer com a concertista en aquella ciutat i a Múnic (1814), on aconseguí assenyalats triomfs que li valgueren, entre d'altres avantatjats llocs, el de reial solista de cambra de la Baviera i el de primer concertista de la cort. En aquella ciutat també donà sovint classes especials, tenint alumnes distingits entre d'altres l'alemany Täglichsbeck o el suís Charles Joseph Pepin. El 1817 es donà conèixer a Viena, aconseguint èxits insòlits. Allà va contraure matrimoni amb la notable pianista Micheline Förster, i el 1819, obligat per la seva delicada salut, hagué de retirar-se a Bèrgam, ocupant el càrrec de primer violí de la capella de Santa Maria la Maggiore d'aquella ciutat, càrrec que ja havien ocupat alguns del Rovelli.
La seva filla Costanza Rovelli fou una destacada soprano lírica.
Estudiant aquesta interessant figura de l'art italià, diu un dels seus biògrafs que pocs violinistes han assolit un so més pur i expressiu ni un estil més notable. Alguns dels seus panegiristes el jutgen digne hereu del cèlebre Viotti.